# レオ・フランク事件

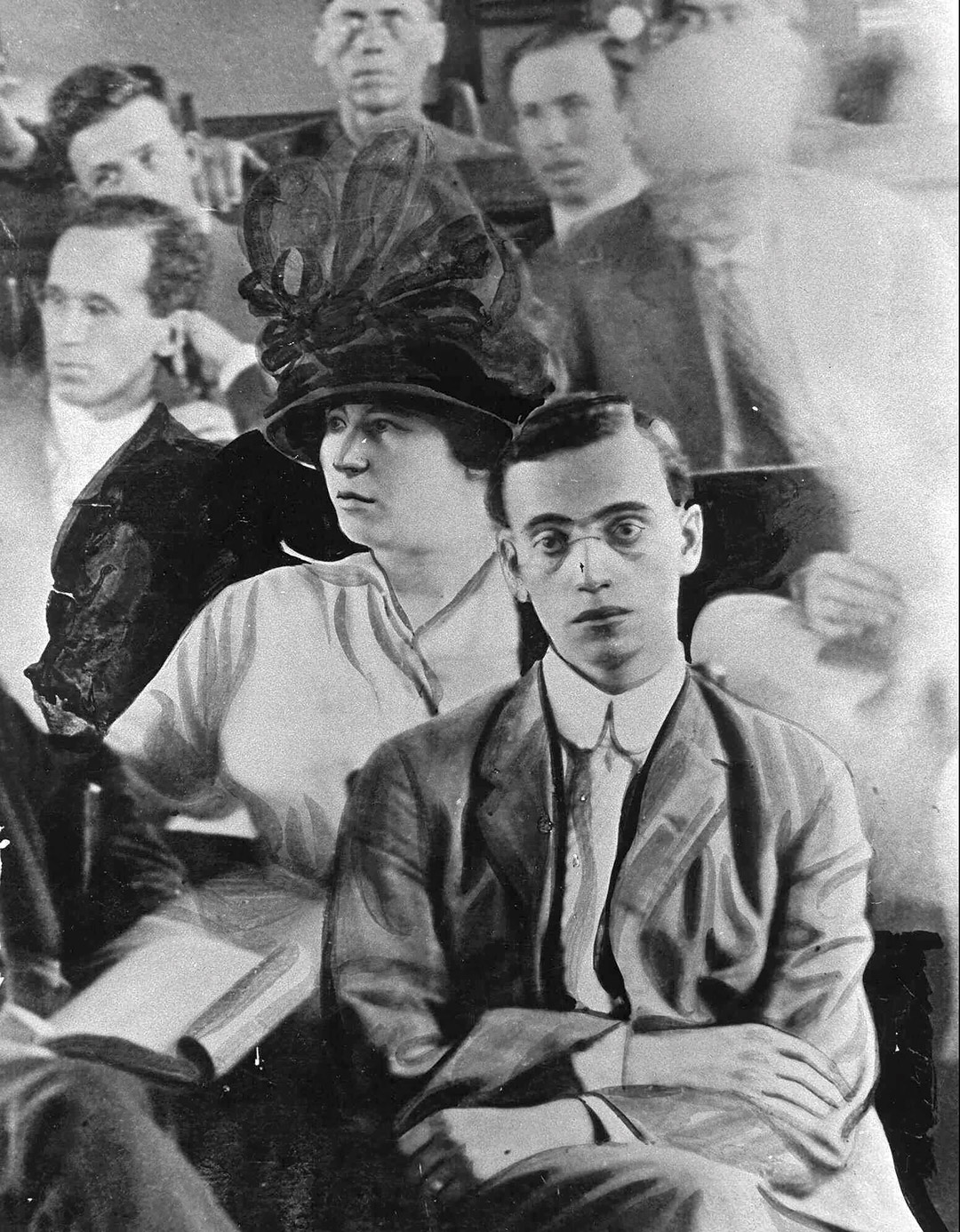
裁判中のレオ・フランク

レオ・フランク事件とは、アメリカ合衆国・ジョージア州のユダヤ人レオ・フランク（Leo Frank）が、少女に対する殺人で逮捕され死刑判決を受けたが減刑後に暴徒によって刑務所から拉致されリンチを受けて殺された事件である。
現在では彼は冤罪であったとされ、ユダヤ人差別のスケープゴートにされた犠牲者といわれている。

## 事件の概要

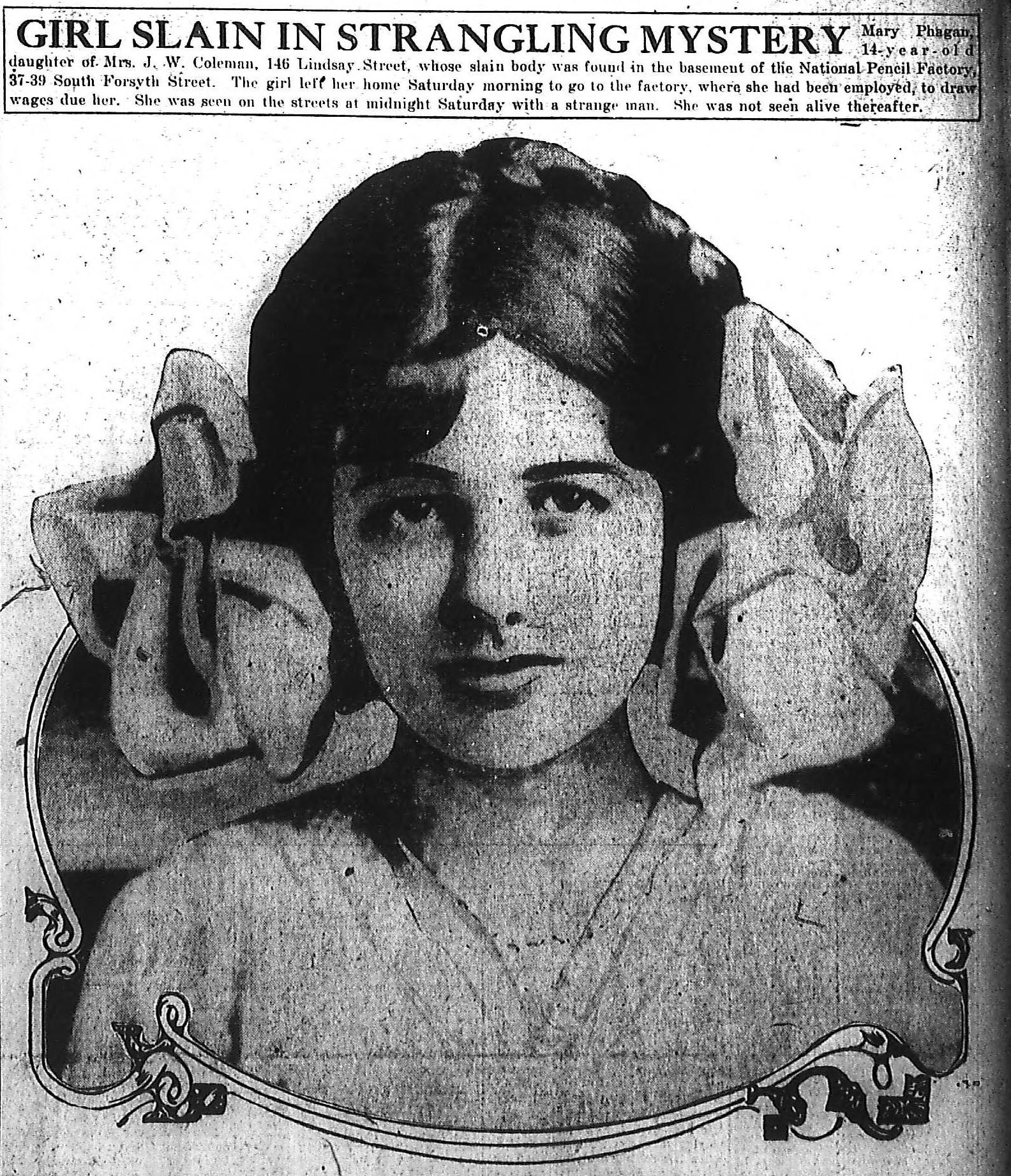
被害者メアリー・フェイガン

1913年4月26日の土曜日は南軍戦没将兵追悼の日という祝祭日であった。ジョージア州アトランタに住むメアリー・フェイガン（Mary Phagan, 当時13歳）が行方不明になった。そして翌27日午前3時に彼女の勤務先であるナショナル鉛筆工場の地下室で遺体となって発見された。第一発見者は守衛のニュート・リー（Newt Lee）であった。彼の供述によれば、未明に用を足しに地下におりてきたところ、彼女の冷たくなった遺体をみつけたという。遺体の後頭部には打撲傷があり髪は血で固まっていた。また首には絞められた痕があり、強姦されていた（ただし書物によっては未遂とする物もあり）。床を引きずられたのか、顔は擦り傷だらけだった。犯人の指紋は採取されなかった。
遺体のそばに鉛筆で書かれた2枚のメモが落ちており、そのメモには稚拙な少女らしい筆跡で「黒人がこんな酷いことをしたのよ、私は隙を見てこれを書くわ（原文はもっと人種差別的なものである）」と書かれていた。しかしながら彼女は文盲で字がかけなかった。そのためアフリカ系アメリカ人のニュート・リーが事件に関与していたとして身柄を拘束された。また彼女の友人も共犯として拘束された。この事件に対して全米のマスメディアはセンセーショナルに報道していたという。情報提供者には報奨金が支払われるとも宣伝されていた。そのため、彼女の上司に当たるレオ・フランクが彼女に付きまとっていた事や、売春宿の主人から当日少女を連れ込みたいとの電話を受けたが断ったとの通報が入り、いずれも怪しげなものであったが、捜査機関が彼に疑いの目を向けるきっかけとなった。

## レオ・フランク
レオ・フランク（1884年4月17日生まれ）は、ユダヤ系アメリカ人で、コーネル大学を卒業して鉛筆工場のマネージャーとなっていた。彼はいわゆる上流階級であり余暇をオペラ観劇やテニスをしてすごす生活であった。警察は彼に疑いの目を向け彼の衣服も鑑識に回したが結果は血痕はなくシロであった。しかし捜査の段階で鉛筆工場の従業員ジム・コンリー (Jim Conley)が、フランクにメモを書けと命令（筆跡は彼のそれと類似していた）されたばかりか、彼女の遺体を地下室に運ぶのを手伝えと云われ、謝礼として200ドルを銀行口座に振り込まれたなどと主張したため、フランクに殺人の容疑がかかるようになった。

## 裁判

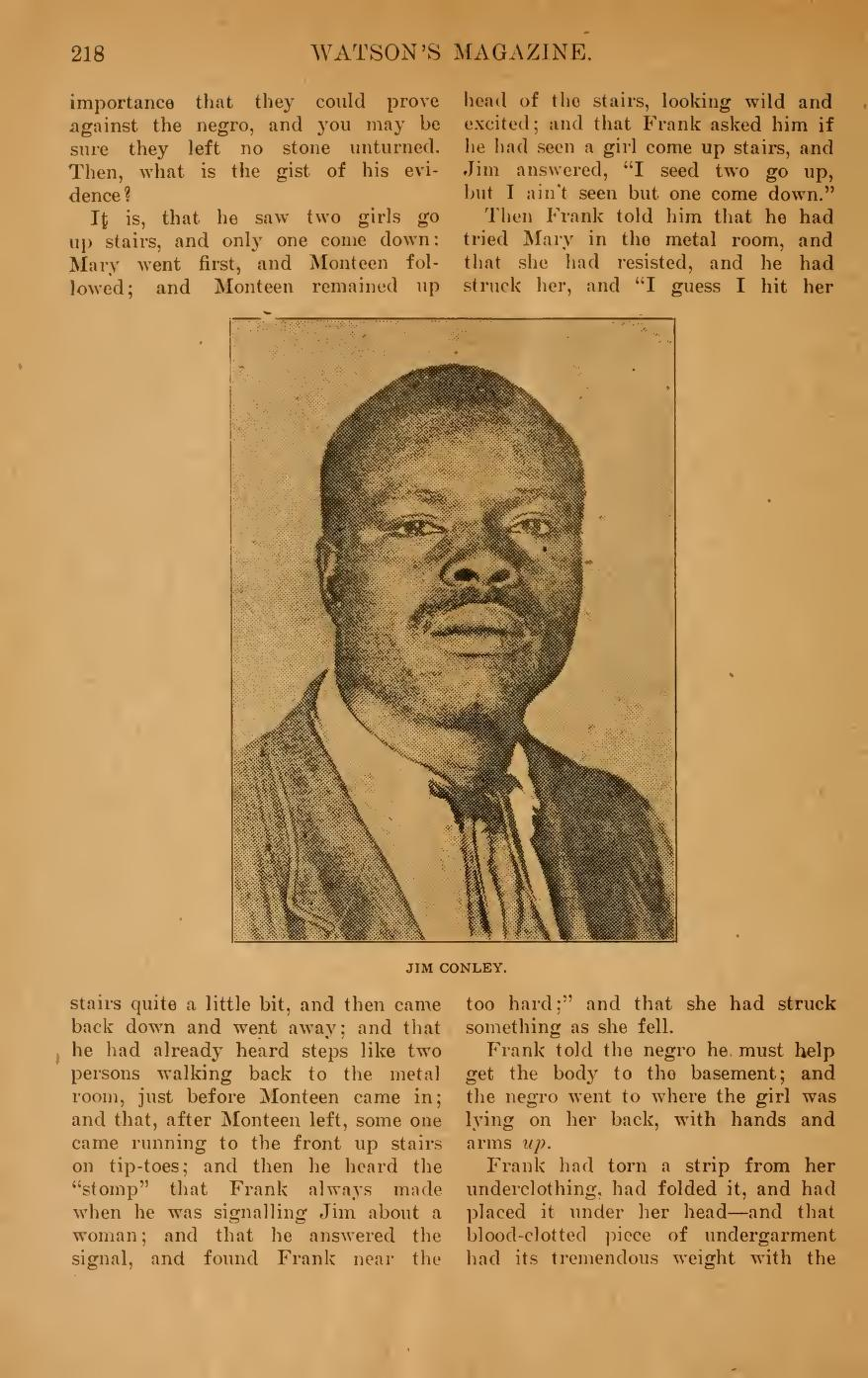
ジム・コンリーについて報道した新聞記事

7月28日に始まった裁判では「共犯者」コンリーの証言だけがフランク有罪の唯一の証拠であったため彼の証言の信憑性が焦点であった。しかし彼の証言には矛盾点も多いものであった。また真犯人は実はコンリーであるとの証拠は示していたが、検察はコンリーを単なる死体隠匿の共犯に過ぎないと言明していた。そのためコンリーは殺人罪では起訴されなかった。フランクの有罪か否かの判断は陪審員の評決にかかっていた。しかし裁判所には多くの傍聴人がいたほか、建物の外にも多くの群集が駆け寄っていた為、評決に重大な影響を与える事になった。またフランク弁護団は陪審員にいた2人の黒人を忌諱して排除した。フランクも証言でコンリーは虚偽ばかり言っており、自分は彼女の死にかかわりはないと主張した。
しかしジョージアの新聞社が「教育を受けていない黒人があれほど詳細な話を創作することは不可能だ」と主張したように、陪審員（無罪評決を出さないように脅迫を受けていたとフランクの弁護団は主張していた）はコンリーの証言を信用し有罪評決を下したため、裁判長は死刑判決を宣告せざるを得なかった。フランクの上訴は退けられジョージア州司法当局に対する人身保護請求も却下された。これは裁判長が、もし陪審が無罪を評決すればフランクが私刑に遭うと危惧していたように、ジョージアの世論は扇動的な報道によってフランクが殺人犯であると確信していた。

## 減刑
この裁判は黒人の証言によって白人の死刑が宣告されたという南部においては前代未聞の事件であった。しかしながらこれを肯定する報道もあったのは、黒人排斥主義だけでなくユダヤ人排斥主義も蔓延していたためと指摘されている。結審の後、さらにコンリーが真犯人と疑わしい新しい証拠が発見され、フランクが真犯人だったのかどうかが疑問視されるようになった。
フランクの弁護団はジョン・マーシャル・スレイトン知事に恩赦を請願した。多くの減刑支持派から署名が寄せられたが、それ以上に数多くの反対派から署名が寄せられた。しかも反対派からは脅迫状が1000通以上も届く有様であった。また所有する新聞で反ユダヤ主義を煽動していたトム・ワトソン（後の連邦上院議員）からは、減刑請願を却下せよとの工作を仕掛けられていた。
綿密な検証の結果、フランクの無罪を確信していたスレイトンは処刑予定日の前日1915年6月20日にフランクに恩赦を与え罪一等減じて終身刑とした。減刑が伝えられると、一部州民が暴徒と化し、スレイトンへの報復のため知事邸へ武装して詰め寄ったため、アトランタ市内は戒厳令下に置かれ、州兵が介入することで事態を収拾した。スレイトン自身は殺害予告を受けていたため、州外への逃避行を余儀なくされ、アトランタへは第一次世界大戦後まで帰る事は出来なかったという。

## フランクの私刑
| 私刑により殺害された レオ・フランク （画像ファイルへのリンク） |
| 死体写真のため閲覧注意                                         |

終身刑に減刑されたフランクであったが、1915年8月16日にメアリ・フェイガン騎士団と名乗るグループによって収監されていた刑務所から拉致され、25時までに刑務所の農場から出る。8月17日、フランクはメアリの生まれ故郷であるマリエッタ（386km離れた）へと連行され、そこでリンチを受け縛り首にされ「処刑」された。彼の殺害には25～28人が関与しており、その中には老獪なジョセフ・マッケイ・ブラウン前知事といった政治家が含まれていたが、フランク殺害で誰も逮捕起訴されることはなかった。この事件を利用して、失政に対する民衆の不満を巧妙に逸らし、それまで休眠状態にあった差別主義者クー・クラックス・クラン（KKK団）を復活させることに成功したといわれている。
一方で、この事件は米国社会のユダヤ人たちに反ユダヤ主義への危機感を与え、名誉毀損防止同盟を創立させる契機となった。

## 真相

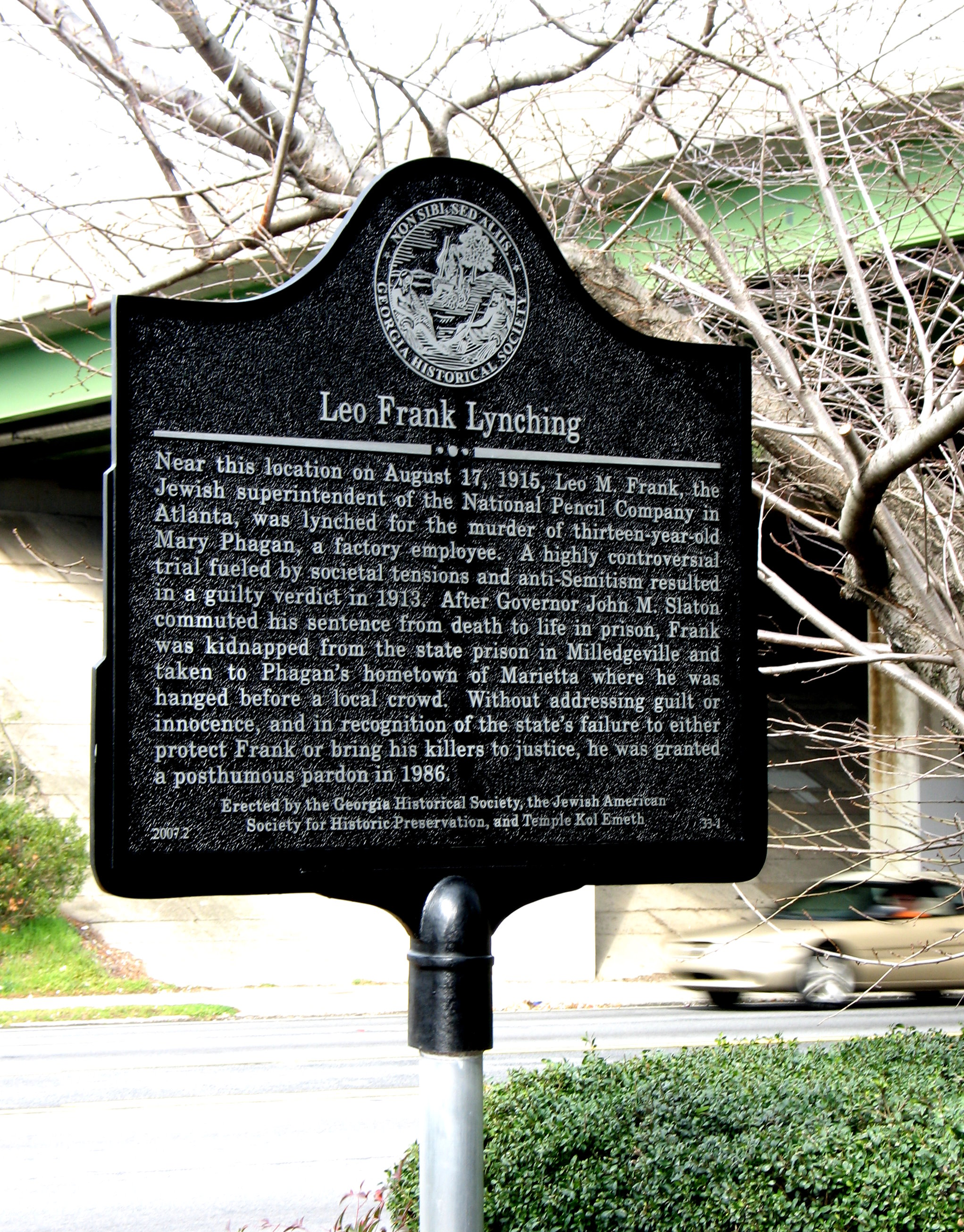
1986年に設置された、フランクの無罪と特赦を知らせる看板。

この事件の真相が明らかになるのは、1980年代に入るのを待たなくてはならなかった。
当時14歳で、工場の事務所で働いていたアロンゾ・マンはコンリーの犯行を目撃していたが、真実を話すまでには至っていなかった。1983年3月4日、マンは宣誓し、コンリーが殺害した事実について語った。そして3年後の1986年3月11日、ジョージア州はレオ・フランクを特赦とした。事件から70年以上が経過していた。

## 事件を扱った作品
- 1937年のマーヴィン・ルロイ監督の映画They Won't Forgetは、この事件をモチーフとしたフィクションである。
- アフリカ系アメリカ人の映画監督オスカー・ミショーは、1921年にこの事件を元にしたThe Gunsaulus Mysteryを制作・監督した(フィルムは現存せず)。1935年にも同作のリメイクMurder in Harlemを制作している[1]。

- 1988年のテレビミニシリーズ『七十年目の審判』（The Murder of Mary Phagan	出演：ジャック・レモン、ピーター・ギャラガー、レベッカ・ミラー、リチャード・ジョーダンほか）は、この事件を実録タッチで描いた作品である。

- 1998年には、この事件を描いたミュージカル『パレード』(Parade)が制作された。